# Czerniawka (Polska)
Czerniawka – wieś w Polsce, położona w województwie podkarpackim, w powiecie jarosławskim, w gminie Laszki.

## Historia
Wieś po raz pierwszy wzmiankowana w 1601 roku.
W XIX wieku właścicielem tabularnym Czerniawki był hr. Władysław Rozwadowski, Kłonice.
W II Rzeczypospolitej wieś w powiecie jarosławskim województwa lwowskiego. W latach 1944–1945 nacjonaliści ukraińscy z OUN-UPA zamordowali tutaj 13 Polaków i 1 Ukraińca.
W latach 1975–1998 miejscowość administracyjnie należała do województwa przemyskiego.

## Oświata
Szkoła ludowa jednoklasowa w Czerniawce powstała w 1910 roku. Przydatnym źródłem archiwalnym do poznawania historii szkolnictwa w Galicji są austriackie Szematyzmy Galicji i Lodomerii, które podają wykaz szkół ludowych, wraz z nazwiskami ich nauczycieli.
Nauczyciele kierujący.
1910–1911. Emilia Bochenek.
1911–1914. Julia z Klusów Bohaczykowa.